# La Noyade du marchand de parapluies
 (février 2024).
La Noyade du marchand de parapluies est un roman québécois publié par Francis Malka  en 2010.

## Prix littéraires
- Prix des écrivains francophones d'Amérique 2011.
- Grand Prix littéraire de la Montérégie, roman, prix spécial du jury 2011.